# Viterbo (provincie)
Viterbo is een van de vijf provincies in de Italiaanse regio Lazio. De hoofdstad is de stad Viterbo. De officiële afkorting is VT.
De provincie meet 3612 km² en telt 294.000 inwoners. Het gebied waarin Viterbo ligt wordt ook wel Romeins Etrurië genoemd. In het overwegend heuvelachtige landschap zijn vele overblijfselen te zien van de Romeinse en Etruskische beschavingen.
Economisch gezien is de provincie sterk afhankelijk van de landbouw, waarvan wijn, olie en graan de belangrijkste producten zijn.
De belangrijkste plaats in de provincie naast de hoofdstad is Montefiascone. Ook Tarquinia met haar vele archeologische vondsten uit de Etruskische periode mag genoemd worden. Tot het grondgebied horen enkele meren, waarvan het Meer van Bolsena het grootste is. De rivier de Tiber vormt de oostgrens van de provincie, die tevens een korte kuststrook kent, gelegen aan de Tyrreense Zee.
Viterbo grenst aan de provincies Grosseto, Siena, Perugia, Terni, Rome en Rieti.
Frosinone · Latina · Rieti · Rome Hoofdstad · Viterbo